# Шарольт
Шарольт (пр. 950 – пр. 1008) - дружина великого князя угорців Гези.

## Біографія
Батьком Шарольт був Дьюла II з Трансільванії. Вона була одружена з Гезою, який в свою чергу був сином великого князя угорців Такшоня. Геза посів місце свого батька у 972 році.
Шарольт мала сильний вплив на чоловіка і також впливала на його правління. Так, у праці «Sancti Adalberti Pragensis episcopi et martyris vita altera» Бруно Кверфуртський писав: «У ті дні він [Святий Адальберт] послав [лист] Великому Князю мадярів або, скоріше, його дружині, яка тримала всю країну у своїй владі справді чоловічою рукою, і яка керувала всім, що належало її чоловікові». Однак католицькі місіонери дивилися з підозрою на Шарольт. За свідченням того ж Бруно Кверфуртського, «християнська віра стала поширюватися під її керуванням, але спотворена віра перемішалася з язичництвом, і це пусте, мляве християнство стало згодом гірше варварства». У хроніках Шарольт звинувачувалася в пияцтві та в скоєнні вбивств.
Після смерті її чоловіка в 997 році один з його далеких родичів Коппань заявив свої претензії на керівництво над угорцями проти її сина Стефана I. Він мав бажання одружитися з Шарольт, посилаючись на давню угорську традицію. Проте, Коппань був розгромлений, а незабаром після цього син Шарольт був коронований як перший король Угорщини.
Її ім'я (Šar-oldu) тюркського походження і означає «біла ласка» . Її також звали як « Beleknegini», що слов'янською означає «біла княгиня» .

## Родина
Одружена з Гезою (близько 945-997)
- Юдіта (? - після 988) - дружина Болеслава I Хороброго, князя (992-1025) та  першого короля Польщі (1025);
- Маргарита (? - після 988) - дружина Гаврила Радомира, болгарського царя (1014-1015);
- Стефан I Святий (970/975 - 15 серпня 1038) – великий князь Угорщини (з 997) та перший угорський король (1000-1038);
- Жизель (? - після 1026) - дружина Оттона Орсеоло, 27-го венеціанського дожа (1009-1026);
- Шарлотта (? -?) - дружина Самуїла Аба, угорського короля (1041-1044).

## Шарольт у мистецтві
- У 1862 році Ференц Еркель написав оперу під назвою «Шарольта».